# نخت‌مین (کاتب)
نخت‌مین (انگلیسی: Nakhtmin) که گاهی به‌صورت مین‌نخت هم نوشته می‌شود، کاتب و کشیشِ قاری معبد مین در شهر اخمیم در مصر باستان بود. امروزه او را به‌واسطهٔ یک سنگ یادبود که در موزه باستان‌شناسی زاگرب نگهداری می‌شود، می‌شناسیم که در آن، نخت‌مین دست‌های خود را به منظور نیایش در مقابل نراندامهٔ مین بالا برده‌است. «ژانین مونه صالح» معتقد است که این نگارهٔ سنگی مربوط به پادشاهی میانه مصر است.
متن نگاشته‌شده بر روی این سنگ‌نوشتهٔ سر گِـرد، سرودهای نیایشی برای مین و چندین شکل از حوروس است. این متن همچنین حاوی آدرسی برای رهگذران است. ویدمان (۱۸۹۱) تاریخ نگارش این متن را مربوط به اوایل دودمان سیزدهم مصر می‌داند.